# Verkehr in Nordkorea
Der Verkehr in Nordkorea ist weitgehend auf öffentliche Verkehrsmittel beschränkt. Privater Individualverkehr existiert nur geringfügig. Westlichen Besuchern ist die Einreise lediglich über Peking mit dem Zug oder mit der staatlichen Fluggesellschaft Air Koryo möglich.
Die Freizügigkeit ist in Nordkorea eingeschränkt. Zur landesweiten Mobilität sind Passierscheine erforderlich. Kontrollen erfolgen vor Städten und an Straßenkreuzungen.

## Straßenverkehr

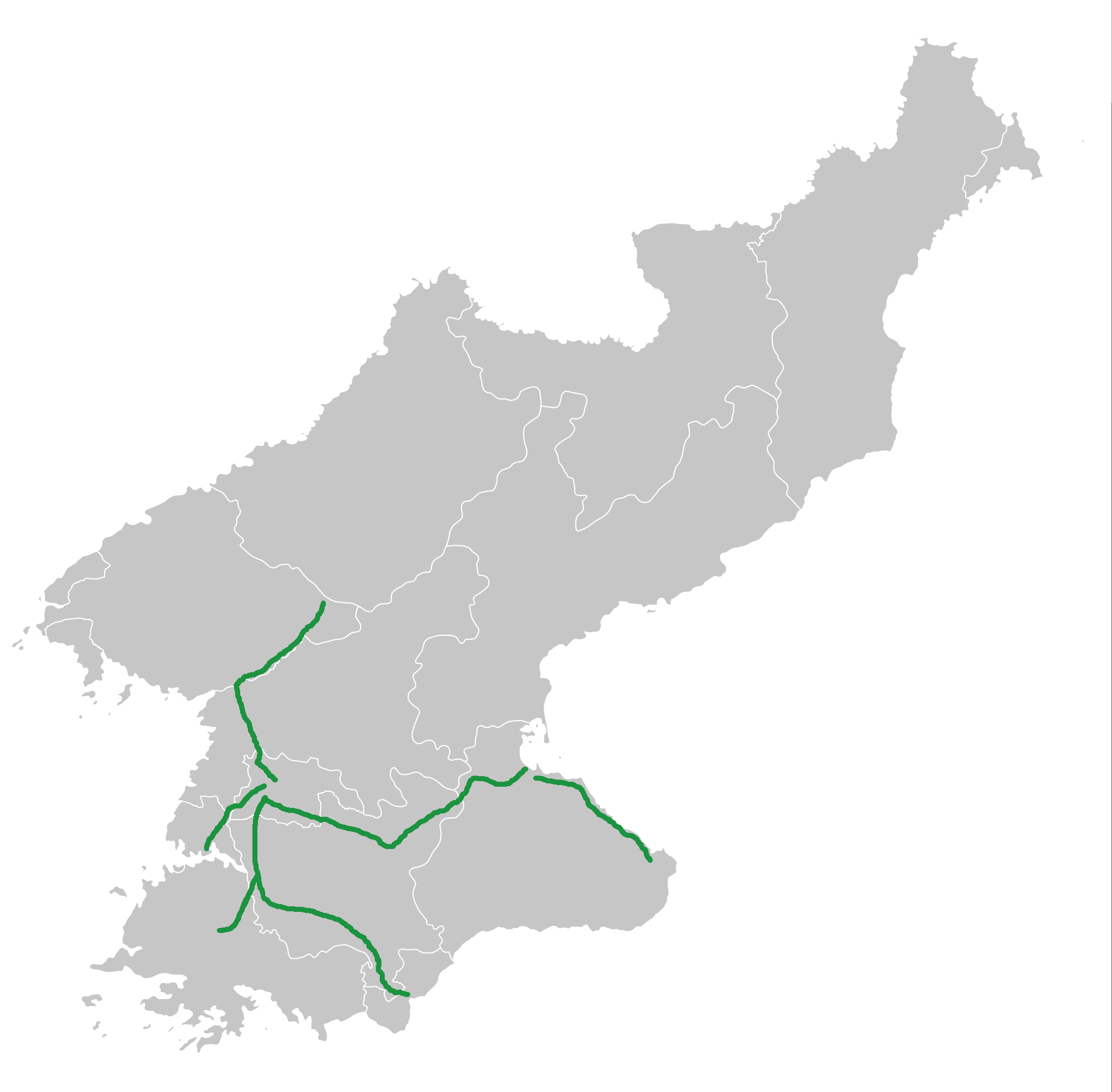
Autobahnen in Nordkorea

Die wichtigsten Straßen Nordkoreas

Das Straßennetz betrug Schätzungen zufolge im Jahr 2006 etwa 25.554 Kilometer, davon 721 asphaltierte Kilometer. Autobahnen führen von Pjöngjang aus in südlicher Richtung nach Kaesŏng, in nördlicher Richtung nach Hŭich’ŏn, in östlicher Richtung nach Wŏnsan und in südwestlicher Richtung nach Namp’o. Westliche Besucher berichten über den Einsatz von Lastwagen, die wegen Erdölmangel auf Holzgasantrieb umgebaut wurden.

## Schienenverkehr

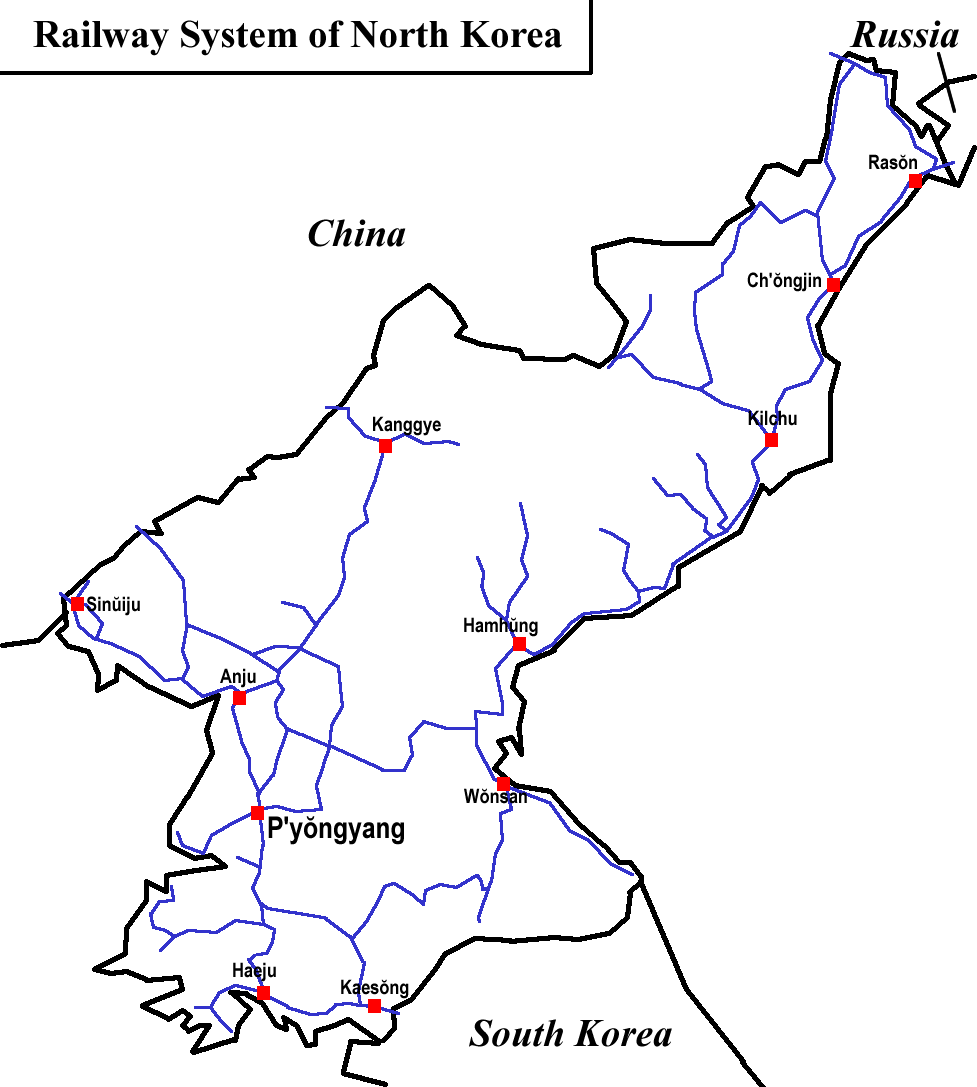
Hauptstreckennetz der nordkoreanischen Eisenbahn

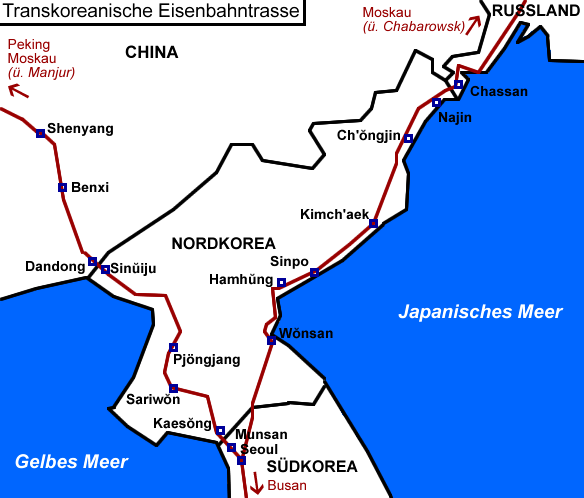
Geplante transkoreanische Eisenbahnverbindungen

Aufgrund der geringen Verbreitung von PKW ist die Eisenbahn in Nordkorea das wichtigste Transportmittel. Die Gesamtlänge des Netzes betrug im Jahr 2009 5242 Kilometer, von denen zirka 3500 Kilometer elektrifiziert sind. Bis auf eine Ausnahme wird die Spurweite von 1435 Millimetern verwendet. Diese Ausnahme ist das nordkoreanisch / russische Joint Venture der Bahnstrecke Chassan–Rajin, die auf 54 km auch ein Gleis in russischer Breitspur aufweist. Wegen der gebirgigen Topographie Nordkoreas verlaufen die wichtigsten Bahnstrecken entlang der Küsten. Im Wesentlichen sind dies die Strecken von Kaesŏng über Pjöngjang nach Sinŭiju, von Wŏnsan über Hamhŭng und Kimch’aek nach Najin, sowie von Pjöngjang nach Wŏnsan und von Pjöngjang über Kanggye nach Manpo. Die Koreanische Staatsbahn betreibt die Eisenbahn. 
Personenzugverbindungen ins Ausland bestehen nur nach Russland und China. So existiert jeweils ein Schlafwagenzug von Pjöngjang über Shenyang nach Peking und Moskau sowie eine Kurswagenverbindung über Ussurijsk und die Transsibirische Eisenbahn nach Moskau. Ein Übergang nach China besteht zwischen Sinŭiju und Dandong, nach Russland zwischen Najin und Chassan. Zwei Schienenverbindungen nach Südkorea wurden in den letzten Jahren wiederhergestellt und im Mai 2007 feierlich eingeweiht, wurden jedoch danach nicht genutzt, da Nordkorea regelmäßige Zugverbindungen mit dem Süden ablehnte.
Seit dem 11. Dezember 2007 besteht eine werktägliche Güterzugverbindung zwischen Munsan im Süden und Pongdong im Norden. Die Verbindung dient der Versorgung des Industriegebiets Kaesŏng, das gemeinsam von Nord- und Südkorea betrieben wird. Ein weiteres geplantes Gemeinschaftsprojekt beider koreanischer Staaten ist die Erneuerung der Eisenbahnstrecke zwischen Kaesŏng und der chinesischen Grenze.
Vor allem von Seiten der Russischen Bahn gibt es Bestrebungen, eine Transkoreanische Eisenbahntrasse in Betrieb zu nehmen. Über diese sollen Waren aus den Industrienationen Südkorea und Japan durch Nordkorea und weiter über die Transsibirische Eisenbahn nach Europa transportiert werden. Auch Südkorea hat Interesse an diesem Projekt, da es dadurch an das Schienennetz des asiatischen Kontinents angeschlossen würde, von dem es bislang durch Nordkorea abgeschnitten ist.
Im April 2004 kam es in Ryongchŏn zu einem schweren Zugunglück, bei dem mindestens 161 Menschen getötet wurden und ein großer Teil der in der Nähe der chinesischen Grenze gelegenen Stadt zerstört wurde.
Straßenbahnnetze gibt es in Pjöngjang sowie in Ch’ŏngjin, wobei die letztgenannte Stadt nur eine Linie hat.
Auf dem Berg Paektusan befindet sich die Standseilbahn Paektusan.

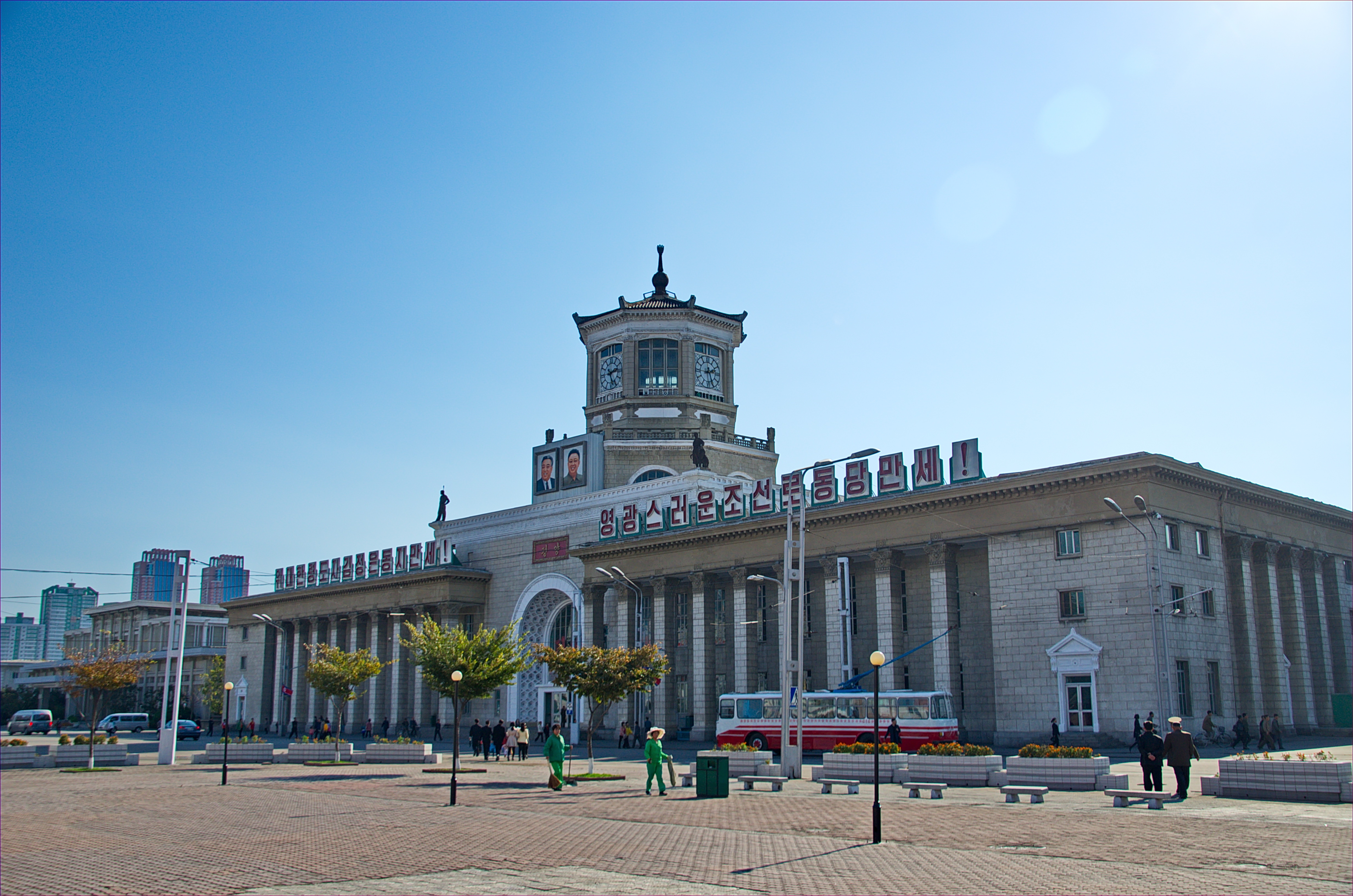
Empfangsgebäude des Hauptbahnhofs Pjöngjang
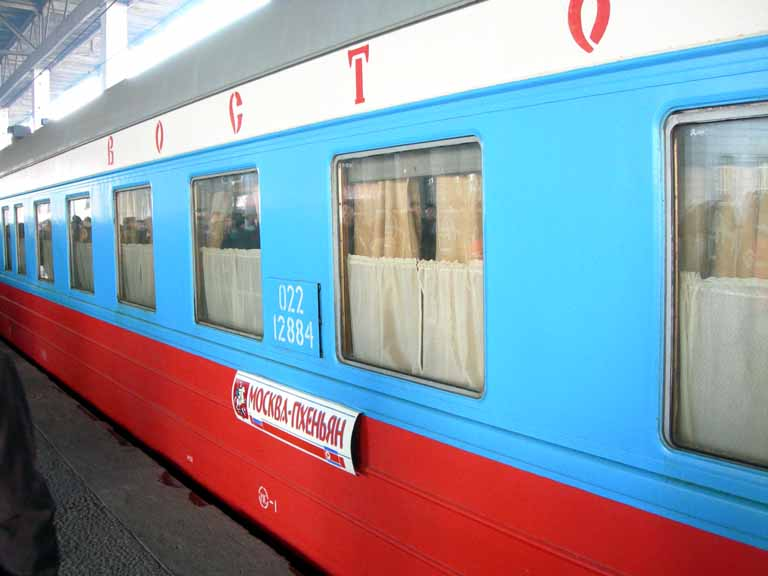
Waggon des „Wostok“-Zuges Moskau-Pjöngjang
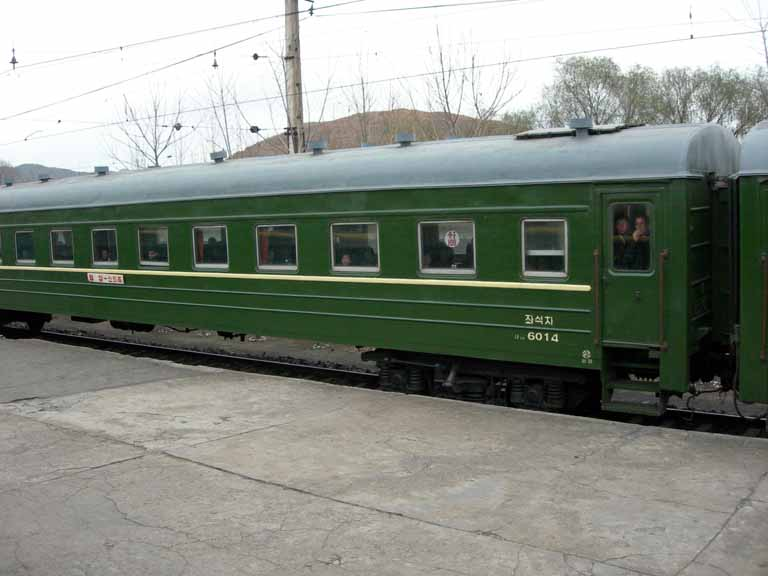
Personenwagen des Inlandszuges Sinŭiju-Pjöngjang
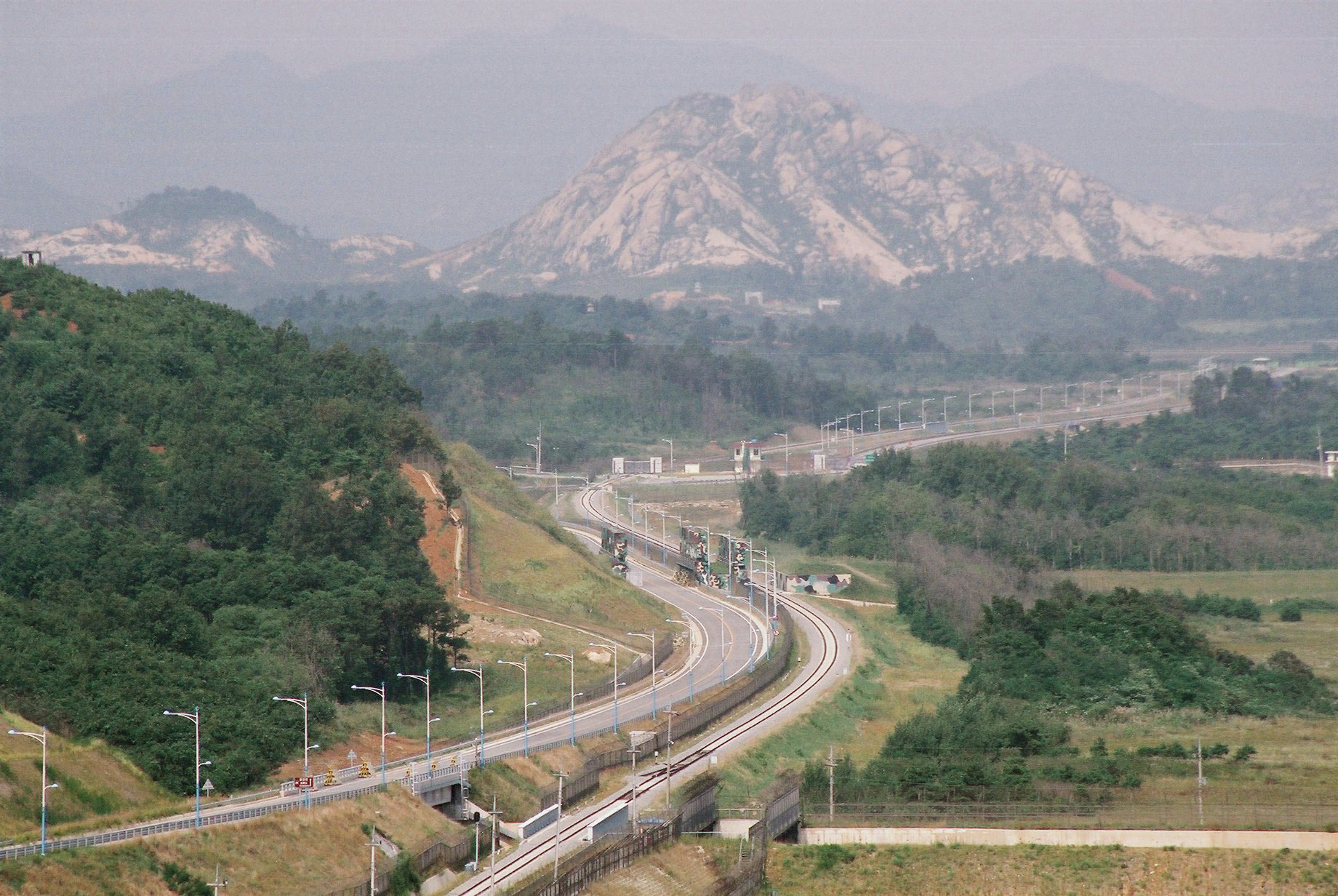
Bahnlinie zwischen Nord- und Südkorea im Grenzgebiet

## Radverkehr

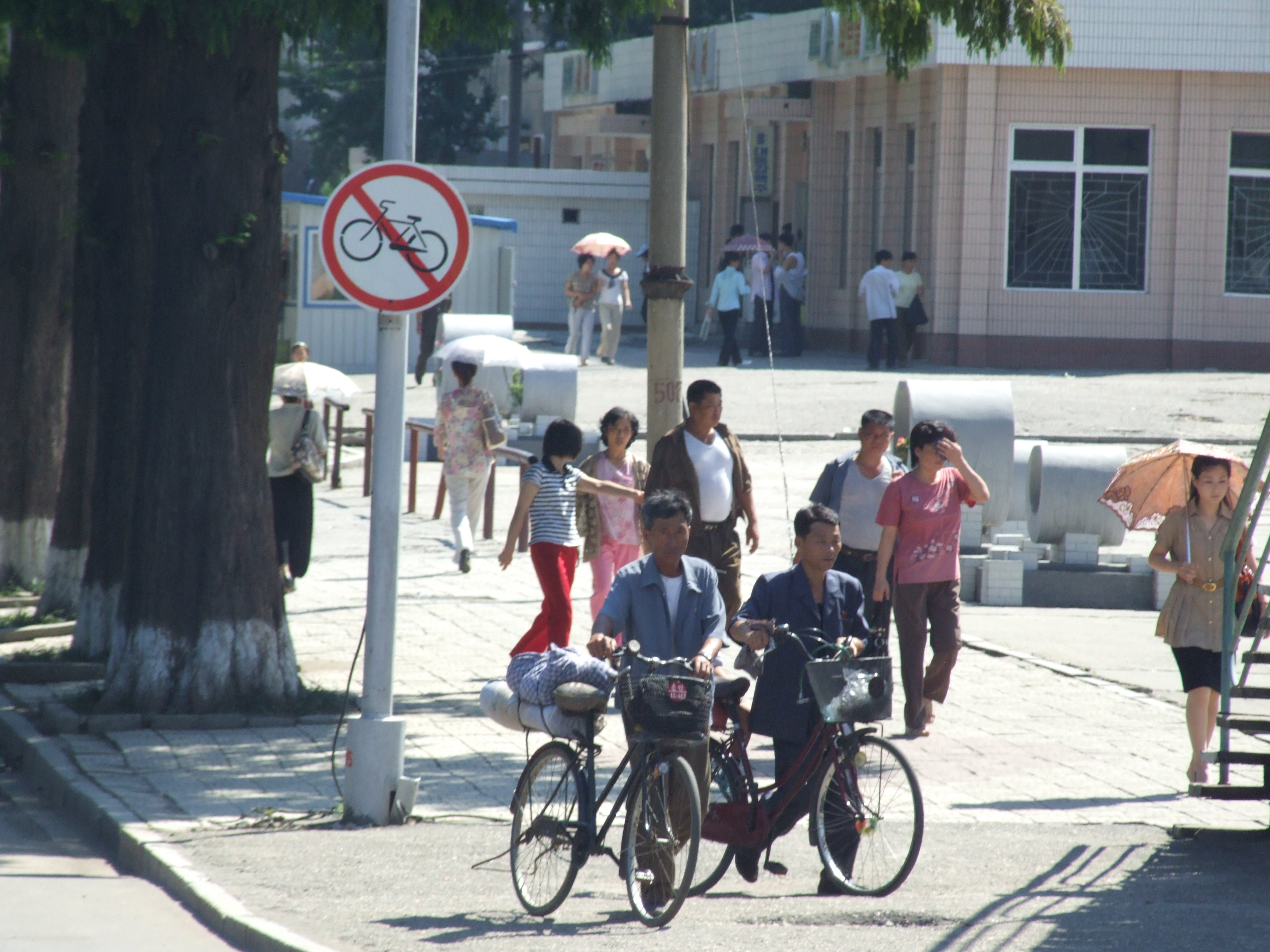
Radverkehr in Pjöngjang

Das Fahrrad stellt in Nordkorea das wichtigste Verkehrsmittel für den Individualverkehr dar, da private PKW kaum existieren und im Land ein Mangel an Treibstoff herrscht. Das Radfahren war jedoch mehrmals verboten. Zunächst war es bis Mitte der 1990er Jahre in Pjöngjang nicht erlaubt, mit dem Rad zu fahren, da dies den fließenden Verkehr stören würde. Ein erneutes Verbot wurde im Frühjahr 2005 als angebliche Reaktion auf einen individuellen Verkehrsunfall ausgesprochen. Kritiker vermuten jedoch das Interesse an einer Kontrolle der Bevölkerung hinter dem Verbot. Einige Monate später wurde das Verbot wieder aufgegeben, vermutlich weil der öffentliche Verkehr nur unzureichend auf die zunehmende Anzahl von Nutzern ausgerichtet war. Frauen war das Radfahren seit 1996 bei einer Strafe von 1000 bis 5000 nordkoreanischen Won (bis zu circa 30 Euro) gänzlich verboten, was 1999 von dem staatlichen Fernsehsender damit begründet wurde, dass diese gegen „Moral und Anstand“ verstoßen würden. Das Fahrverbot für Frauen wurde jedoch 2012 aufgehoben.
Die in dem sozialistischen Land genutzten Fahrrad-Typen beschränken sich in der Regel auf die Modelle Songchong-gang und die etwas hochpreisigere Marke Seemöwe aus nordkoreanischer Produktion und auf ein chinesisches Modell mit der Bezeichnung Fliegende Taube, die meist einen frontal befestigten Fahrradkorb besitzen und mit einem Kennzeichen versehen sind.

## Flugverkehr
In Nordkorea gab es 2021 82 Flughäfen und 23 Landeplätze für Helikopter. Von den Flughäfen besaßen 39 asphaltierte Landebahnen, darunter drei Flughäfen mit einer Landebahnlänge von mehr als 3047 Metern. Der wichtigste Flughafen ist der Flughafen Sunan, der von der staatlichen Fluggesellschaft Air Koryo angeflogen wird. Der Flughafen Ch’ŏngjin soll in naher Zukunft zum zweiten internationalen Flughafen ausgebaut werden.

## Wasserverkehr und Handelsmarine
Die Länge der befahrbaren Wasserstraßen betrug 2011 rund 2250 Kilometer, der Großteil davon ist aber nur von kleineren Schiffen befahrbar. Die Handelsmarine Nordkoreas umfasst im selben Jahr 264 Schiffe.